# ای‌ای رزت
اِی‌اِی رُزت (انگلیسی: AA Rosette) جایزه‌ای است جهت قدردانی و به‌رسمیت شناختن سرآمدی و تعالی در آشپزی در بریتانیا و ایرلند که رستوران‌ها را با دادن یک تا پنج گُلسانه (نشان گل‌مانند) رتبه‌بندی می‌کند. این جایزه از سال ۱۹۵۶ اهدا می‌شود و «راهنمای هتل‌ها و رستوران‌های بریتانیای کبیر» آن نیز از سال ۱۹۶۷ منتشر می‌شود که نشانه‌های گُلسانه‌اش هم در همین راهنما منتشر می‌شود.